# کارگر جنسی

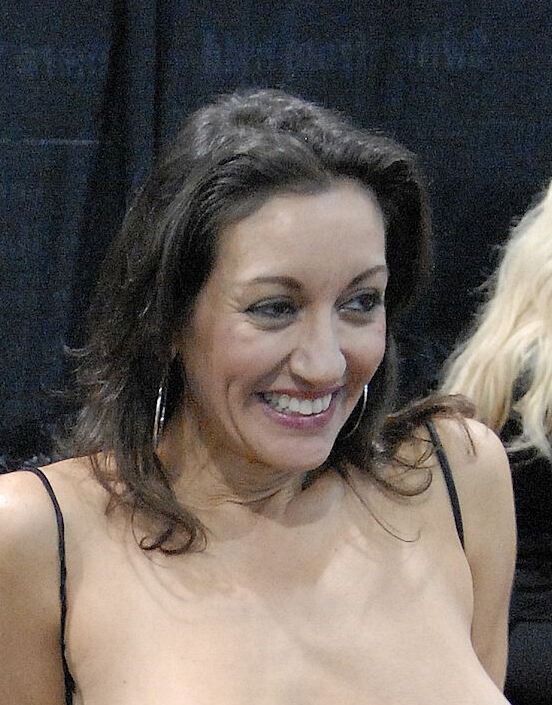
پرسیا منیر کارگر جنسی ایرانی-آمریکایی

کارگر جنسی به شخصی گفته می‌شود که در صنعت سکس استخدام می‌شود و به مشتری‌های خود خدمات جنسی ارائه می‌دهد.